# Maserati Quattroporte (1963)
La Maserati Tipo 107, meglio nota con il nome commerciale di Maserati Quattroporte, è una berlina sportiva prodotta dalla casa automobilistica italiana Maserati tra il 1963 e il 1970.

## Il contesto
Agli inizi degli anni sessanta l'offerta di berline ad alte prestazioni era ridotta a pochi modelli prodotti da Lancia, Jaguar e Mercedes-Benz.
L'ottimismo derivante dalla forte ripresa economica lasciava supporre un rapido sviluppo per il mercato delle auto di lusso, anche confermato dalle sostenute vendite sportive Gran Turismo che vedevano primeggiare le case italiane Ferrari e Maserati.
Sulla base di queste previsioni ed ispirata da un'idea del giornalista sportivo Gino Rancati, la dirigenza della Maserati, al tempo assunta dalla famiglia Orsi, decise di mettere in cantiere la costruzione di una berlina ad alte prestazioni e, novità assoluta, dalle adeguate caratteristiche tecniche, dando così vita al concetto di "berlina sportiva" che, nell'immediato futuro, avrebbe avuto grande seguito e successo. 

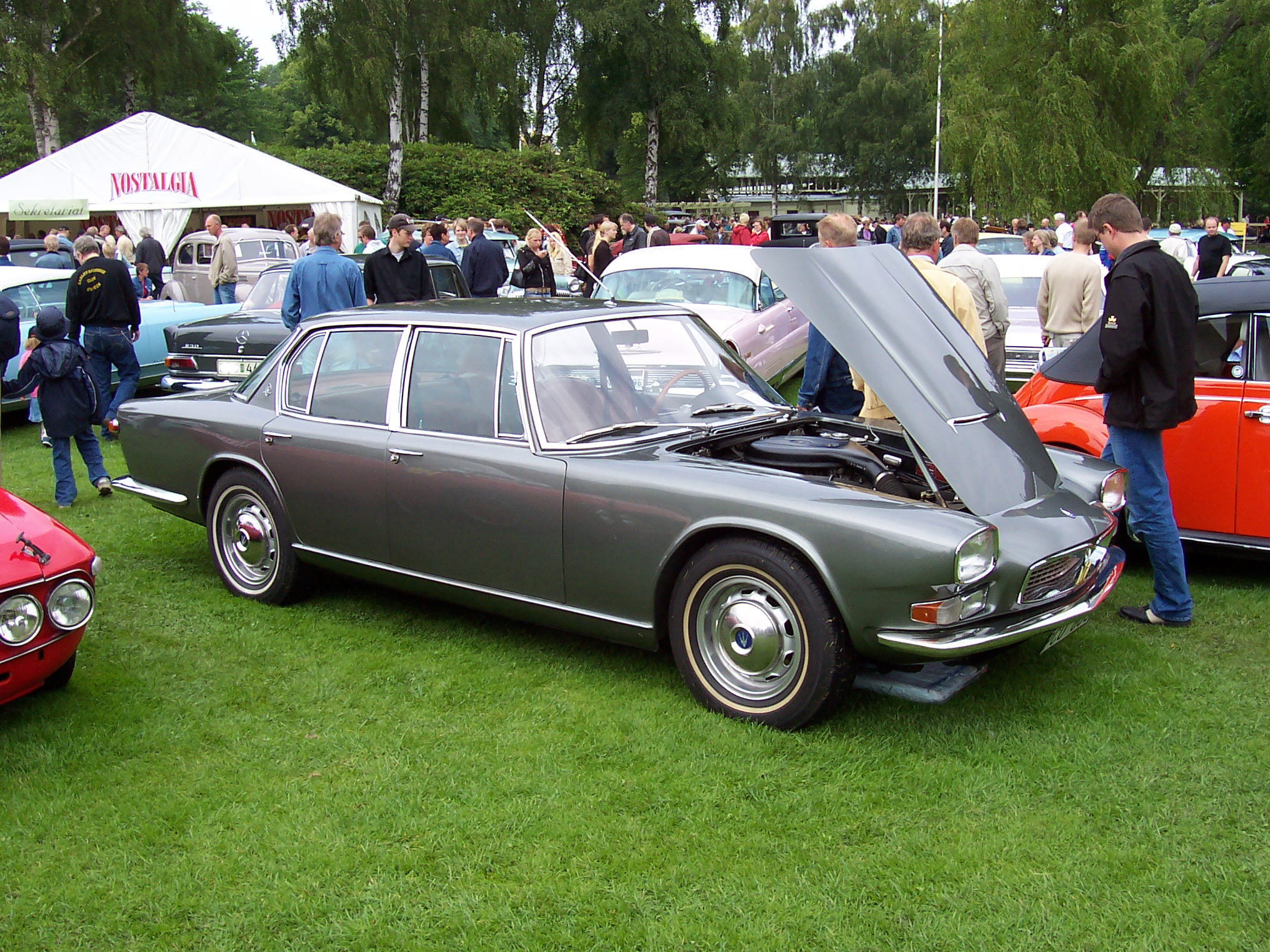
Una Quattroporte con cofano motore aperto

La vettura fu presentata al Salone dell'automobile di Torino nell'autunno del 1963, riscontrando i favori del pubblico. La linea elegante, le grandi dimensioni, le finiture lussuose, le soluzioni tecniche d'avanguardia e le notevoli prestazioni della Maserati Quattroporte ne fecero un subitaneo oggetto del desiderio per la classe sociale più abbiente.
Il successo colse impreparata la dirigenza Maserati che aveva dato corso al progetto "107" come operazione d'immagine e, prudentemente, aveva impostato la linea produttiva per costruire un solo esemplare al giorno.
Nonostante l'elevato prezzo di 6.230.000 lire su strada, pari al costo di 13 Fiat 500, gli esponenti del jet set acquistarono volentieri la vettura. Tra i politici, Ranieri di Monaco e l'Aga Khan, che ne acquistò addirittura due, ed il segretario del PCUS Leonid Breznev, cui venne donata dalla direzione del PCI, nel 1968.
Oltre che nel mondo imprenditoriale, ben rappresentato da Raoul Gardini, ebbe particolare successo anche nel mondo dello sport e dello spettacolo. Numerosi gli acquirenti celebri, come Nino Benvenuti, Nils Liedholm, Carlo Bergonzi, Sergio Leone, Marcello Mastroianni, Virna Lisi e Peter Ustinov, che mai volle separarsi dal suo esemplare color visone, conducendolo personalmente anche negli ultimi anni di vita. Alberto Sordi, giusto per non smentire la sua fama di "economo" e vista l'impossibilità di ottenere uno sconto, si accordò con Omer Orsi per un comodo pagamento rateale. Recentemente, il modello 1965 di Alberto Sordi è stato rinvenuto e totalmente restaurato a cura della famiglia Orsi.